# Battle of Mice
Battle of Mice war eine von 2005 bis 2009 aktive US-amerikanische Post-Metal-Band.

## Geschichte
Julie Christmas (ehemals Made Out of Babies) lernte Josh Graham 2005 (A Storm of Light, ehemals Neurosis, ehemals Red Sparowes) während des Festivals South by Southwest kennen. Aus einer anfänglich intensiven Antipathie entwickelte sich eine Liebesbeziehung, die von räumlicher Distanz und stetigen Konflikten bis hin zu öffentlich ausgetragenen Trennungen geprägt war. Im Zuge ihrer Beziehung gründeten Christmas und Graham gemeinsam mit Tony Maimone (The Book of Knots, ex-Pere Ubu) und Joel Hamilton (The Book of Knots, ex-A Storm of Light, ex-Shiner) die Band Battle of Mice. Der Bandname beruft sich auf eine despektierliche Formulierung Alexanders des Großen bezüglich des Krieges Spartas und Athens gegen Makedonien und den Korinthischen Bund.
Während der Aufnahmen des Debütalbums eskalierte die Situation zwischen den beiden, woraufhin beide die Gegenwart des anderen nicht mehr ertragen konnten und getrennt voneinander am Album arbeiteten. 2006 veröffentlichte die Band das einzige Album unter dem Titel A Day of Nights. Entsprechend der Entstehungsgeschichte behandelt das Album vornehmlich „seelische Abgründe und die Schattenseiten zwischenmenschlicher Beziehungen“. Das Album wurde vom amerikanischen Musikmagazin Decibel zum Album des Jahres gewählt.
2008 schied Joel Hamilton aus der Band aus und wurde durch Joe Tomino (Fugees, Dub Trio, Peeping Tom) ersetzt. Battle of Mice lösten sich 2009 nach dem Ende der Beziehung von Graham und Christmas auf und gaben ihre Auflösung in einem Blog auf Myspace bekannt.

## Stil
Die Musik der Band wird dem Post-Metal zugerechnet. Battle of Mice werden mit populären Interpreten des Stils wie Isis, Neurosis und Red Sparowes verglichen. Dabei wird besonders dem Album A Day of Nights eine besondere Intensität zugeschrieben. „Was ein Album hätte werden können, das zwei Egos bei dem Versuch zeigt, Musik zu machen, wurde zu einem Seelenstriptease, der teilweise unerträglich intensiv ist, teilweise schön, elegisch und tragisch wirkt.“ Die Intensität wird dem Wechselspiel zwischen Gitarrenspiel und Gesang zugeschrieben. Insbesondere Christmas Stimme sorge für Aufmerksamkeit. „Zwischen Björk, Karen O und Kim Gordon hat sie ihren Platz gefunden.“
Trotz dieser Zuordnung wird die Musik auf Vampster als „schwer zu kategorisieren“ beschrieben, „[v]on der Wut der MADE OUT OF BABIES und der Progressivität von RED SPAROWES weit entfernt schaufeln sich BATTLE OF MICE ihre eigene Nische, die voller Selbstzerstörung und Schmerz auf der einen und voller Mut, Stolz und Erhabenheit auf der anderen Seite ist, was instinktiv ausbalanciert wurde.“
Den Vergleich mit Made Out of Babies lehnt Julie Christmas hingegen ab, ihrem Verständnis nach dringe Battle of Mice tiefer unter die Oberfläche und sei melancholischer.

## Diskografie
- 2006: Triad (Split-EP mit Red Sparowes und Made Out of Babies, Neurot Recordings)
- 2006: A Day of Nights (Album, Neurot Recordings)
- 2008: Jesu / Battle of Mice (Split-EP mit Jesu, Robotic Empire)
- 2016:  All Your Sympathy’s Gone (Kompilation, Neurot Recordings)